# Palokuusikko
Palokuusikko är en kulle i Finland.   Den ligger i den ekonomiska regionen  Fjäll-Lappland  och landskapet Lappland, i den norra delen av landet, 800 km norr om huvudstaden Helsingfors. Toppen på Palokuusikko är 214 meter över havet.
Terrängen runt Palokuusikko är platt.  Trakten runt Palokuusikko är nära nog obefolkad, med mindre än två invånare per kvadratkilometer.